# Louis-François de Civalart
Louis-François de Civalart (Moncel-et-Happoncourt, 9 de abril de 1733-Ibídem, 3 de marzo de 1805) fue caballero, barón de Happoncourt y señor de Happoncourt, de Moncel y de Mandres-sur-Vair. 
Entró como voluntario al servicio del emperador Francisco I del Sacro Imperio Romano Germánico, enrolándose en el regimiento de Dragones Kohary en 1755. Alcanzó el grado de capitán de un escuadrón de dragones en 1758, participando en varias campañas de la Guerra de los Siete Años, siendo capturado en Wörlitz y recuperando su libertad tras la firma de la paz. Capitán del 11o. Regimiento de Coraceros Anspach en 1762, mayor en 1767, teniente coronel en 1773 y coronel en 1779. Recibe el título de conde de Happoncourt en Viena el 6 de agosto de 1783. Puesto al mando del regimiento de Dragones Arberg como general en 1789. En 1790 asume el mando en Tournai y después del inicio de las Guerras Revolucionarias Francesas (20 de abril de 1792), marcha contra una columna francesa en Lila, venciendo al general Théobald Dillon en la batalla de Marquain. Comandante en Namur entre 1793 y 1794, fue nombrado mariscal de campo en 1801.